# 古筆了佐
古筆 了佐（こひつ りょうさ、元亀3年（1572年） - 寛文2年1月28日（1662年3月18日））は、近江国生まれの古筆鑑定家。古筆家初代。
本姓は平沢、通称は弥四郎、諱は範佐（のりすけ）といい、出家して名を了佐と改めた。その後、古筆の鑑定を専業とするため、関白・豊臣秀次の命により古筆に改姓した。
手鑑や茶会の床の掛物として古筆切の鑑賞が盛行すると、その筆者が誰であるのかということが重要になってくる。そして鑑定を依頼するようになり、古筆の真贋を鑑定する古筆鑑定家が生まれた。大村由己、鳳林承章、烏丸光広など多くの人が鑑定に携わっていたが、古筆了佐はこの古筆の鑑定を生業とした。

## 来歴
平沢弥四郎（のちの古筆了佐）は元亀3年（1572年）、佐々木源氏の末流として近江国西川に生まれた。若い頃、父・宗休（そうきゅう）と京都に出て、父とともに烏丸光広に入門し和歌を学んだ。光広は和歌にも書にも秀で、特に古筆の鑑識に長けており、自ら古筆の蒐集もしていた。その影響で、弥四郎も古筆鑑定の術を体得し、腕を上げていった。そして、光広から古筆の鑑定を専業にしてはどうかと勧められ、これをきっかけに話がまとまり、豊臣秀次より古筆の姓を名乗る命を受けた。鑑定は権威が必要と、秀次自らが発注した「琴山」という純金の鑑定印を与えられた。（ただし、金印の話は伝承であり実在したかどうかは不明。）弥四郎はすでに出家していて了佐の法名を名乗っており、改姓して古筆家をたて、古筆了佐と称して古筆鑑定の第一人者となった。

### 烏丸家との交友
烏丸光広と了佐の交友がいつから始まったのか定かでないが、了佐が光広に古筆鑑定の方法を学んだことは、『御手鑑』、『古筆名葉集』、『明翰集』などから知られる。
弟子の了佐が7歳年上であり、光広が寛永15年（1638年）に60歳で没した時、了佐は67歳であった。了佐と烏丸家との交友はその後も長く続き、光広の子・光賢（みつかた）、さらに光賢の子の資慶の代に亘った。資慶は家業の歌道に精通し、書も巧みで、烏丸家伝来の手鑑帖には模写した古筆類が貼られている。寛文元年（1661年）、資慶が法服に添えて了佐九十の賀に贈った和歌懐紙が現存する。
この時、資慶は従二位・権大納言で40歳であった。了佐はその翌年、91歳で没した。その他、光広が了佐に宛てた書状、了佐筆書状などが現存するが、これらは古筆了佐直系の古筆家の末裔が小松茂美に提供したものである。

## 古筆家・別家
了佐には 四男一女があった。2代目は三男の三郎兵衛が継ぎ、古筆了栄を名乗った。古筆家は安土桃山時代以降、連綿と一子相伝し、第13代了信に至り、昭和20（1945）年まで古筆の鑑定に携わっていた。
了佐の次男、勘兵衛は江戸に出て、勘兵衛の子、守村（もりむら）が同じ勘兵衛を襲名し、古筆了任を名乗った。この了任が京都の本家とは別に古筆別家をたて、幕府に仕え、鑑定の仕事に専念した。幕府の組織の中では寺社奉行の傘下に置かれ、古筆見（こひつみ）という職名を与えられた。分家は二代　古筆了任に至る昭和8（1933）年まで古筆鑑定家としての命脈を保った。二代　了任は自らも作陶を好み、その作品が複数現存する。さらに門人もそれぞれ栄え、古筆鑑定は職業として成り立つことになる。こうした古筆家及びその門人たちは江戸時代中期以降から古筆のみならず古画や茶道具の鑑定にも携わり、その箱書を伴うものも多数現存している。